# Turny
Turny település Franciaországban, Yonne megyében. Lakosainak száma 650 fő (2022. január 1.). Turny Bœurs-en-Othe, Chailley, Neuvy-Sautour, Saint-Florentin, Sormery és Venizy községekkel határos.

## Népesség
A település népessége az elmúlt években az alábbi módon változott:
| Lakosok száma | 715  | 710  | 725  | 681  | 679  | 674  | 665  | 654  | 650  |
|               | 2013 | 2015 | 2016 | 2017 | 2018 | 2019 | 2020 | 2021 | 2022 |